# ぬかるみのしゃかい
『ぬかるみのしゃかい』は、特定非営利活動法人エフエム・ギグが運営するインターネットラジオ局「fm GIG」のラジオ番組。
毎週日曜日、22:00〜22:30の間、インターネット配信（fm GIG Side-A）で放送している。
オープニング・エンディング曲に、かつてラジオ大阪で放送されていた「鶴瓶・新野のぬかるみの世界」というラジオ番組のテーマ曲を使用していることから、「ぬかるみのしゃかい」という番組名となった。
2022年3月放送分から、番組名の前に「★新しい★」を附記し、リニューアル。ツネッキーと3-on♪（みーおん）がパーソナリティーを務めている。